# Приключенията на Хък Фин
„Приключенията на Хък Фин“ (на английски: The Adventures of Huck Finn) е американска приключенска трагикомедия от 1993 г., написан и режисиран от Стивън Сомърс, във филма участват Илайджа Ууд, Кортни Б. Ванс, Роби Колтрейн и Джейсън Робардс. Разпространен от „Уолт Дисни Пикчърс“, базиран е на романа „Приключенията на Хъкълбери Фин“ от 1884 г., написана от Марк Твен.